# 梅氏鯿
梅氏鳊（学名：Metzia hautus），又稱梅茨魚，為輻鰭魚綱鯉形目鲴科梅氏鳊属的其中一種。分布於亞洲越南淡水流域，棲息在溪流底中層水域，生活習性不明。

## 扩展阅读
維基物種上的相關：梅氏鳊